# Mielavs un Pārcēlāji
Mielavs un Pārcēlāji – łotewski zespół muzyczny, założony w 2005 roku przez byłych członków Jauns Mēness, Ainarsa Mielavsa, Gintsa Solę i Jurisa Kroičsa. Mielavs un Pārcēlāji, w przeciwieństwie do czasów Jauns Mēness, grają spokojną i liryczną muzykę.
Już w roku założenia został wydany pierwszy album Parunā ar sevi. W radio pojawiły się single Paņem mani, Sniegs izkūst tavos matos i Pāri jumtiem lido kaijas, do którego stworzony został również teledysk. Album został nominowany do łotewskiej nagrody muzycznej jako najlepsza płyta z muzyką pop i w wyniku głosowania jury, zajął drugie miejsce, a piosenka Pāri jumtiem lido kaijas dostała nominację do najlepszego utworu popowego.
W 2006 został wydany drugi album grupy Tad, kad pasauli pārdos. Na początku 2007 roku z zespołu odszedł Juris Kroičs. W wydanym w 2008 roku Bezgalīga lēnā deja na instrumentach perkusyjnych zagrał Anrijs Grinbergs.

## Dyskografia
- Parunā ar sevi (2005)
- Tad, kad pasauli pārdos (2006)
- Bezgalīga lēnā deja (2008)
- Nospiedumi (2009)
- Audiobiogrāfija (2010)